# Lisboa Cultural
Lisboa Cultural é um documentário português e italiano de curta-metragem de Manoel de Oliveira.